# Pierre Sánchez
Pierre Sánchez (* 1964) ist ein Schweizer Althistoriker.

## Leben
Pierre Sánchez erwarb den Doktor in Alter Geschichte an der Universität Genf mit einer Dissertation über die Amphiktyonie Delphis bei Adalberto Giovannini. Er forschte an den Universitäten Berkeley und Oxford. Er lehrt als Professor an der Universität Genf. Seine Forschungsschwerpunkte sind griechische Städte in den hellenistischen Königreichen, der römische Imperialismus, die internationalen Beziehungen, die Allianzverträge, das Funktionieren der Justiz und die Prozesse in Rom.

## Schriften (Auswahl)
- L’amphictionie des Pyles et de Delphes. Recherches sur son rôle historique, des origines au IIe siècle de notre ère (= Historia Einzelschriften. Band 148). Steiner, Stuttgart 2001, ISBN 3-515-07785-5 (zugleich Dissertation, Genf 1999).
- als Herausgeber mit Michel Aberson, Maria Cristina Biella, Massimiliano Di Fazio und Manuela Wullschleger: L’Italia centrale e la creazione di una «koiné» culturale? I percorsi della «romanizzazione» (= Etudes genevoises sur l’Antiquité. Band 3). Lang, Bern u. a. 2016, ISBN 978-3-0343-2072-6.